# Seconda battaglia di Porto
La seconda battaglia di Porto (o battaglia del Douro) venne combattuta il 12 maggio 1809 nei pressi della città di Porto, nel Portogallo settentrionale, tra l'armata anglo-portoghese del generale Arthur Wellesley ed un esercito francese sotto il maresciallo Nicolas Jean-de-Dieu Soult; la battaglia si concluse con una netta vittoria per l'armata anglo-portoghese.

## Antefatti
Nonostante la efficace difesa nella battaglia di La Coruña il 16 gennaio 1809, la campagna delle forze britanniche nel nord della Spagna del dicembre 1808 - gennaio 1809, intrapresa per portare aiuto agli alleati spagnoli in guerra contro gli occupanti francesi, si era conclusa con un costoso fallimento: le forze britanniche erano state costrette a reimbarcarsi alla volta della Gran Bretagna, una vasta porzione della Spagna era stata assoggettata alla Francia, ed un esercito francese al comando del maresciallo Soult aveva invaso il nord del Portogallo, storico alleato del Regno Unito, sconfiggendo le forze portoghesi nella prima battaglia di Porto (28 marzo 1809) e assumendo una solida posizione difensiva sulla riva settentrionale del fiume Douro.
Mentre le truppe portoghesi del maggior generale Francisco Silveira riuscivano a contenere efficacemente i progressi francesi, un secondo esercito britannico sbarcò a Lisbona sul finire dell'aprile del 1809, sotto la guida del generale Arthur Wellesley; dopo aver speso due settimane per riorganizzare le sue forze e ricostruire l'esercito portoghese, l'8 maggio Wellesley si mise in marcia verso nord con una forza di 18 400 uomini (16 000 britannici e 2 400 portoghesi) intenzionato a scacciare Soult da Porto, mentre una seconda forza (in gran parte portoghese) sotto il generale William Beresford venne inviata verso nord-est per bloccare la via di ritirata del francese verso la Spagna.
Le forze di Wellesley e Soult si affrontarono l'11 maggio in un piccolo scontro presso Grijó; in grave inferiorità numerica, Soult decise di ritirare tutte le sue forze a nord del Douro, facendo saltare l'unico ponte presente in zona e sequestrando tutte le imbarcazioni disponibili; vennero elaborati i preparativi per un'ulteriore ritirata, e parte delle forze di Soult, con i bagagli e l'artiglieria dell'armata, vennero inviate verso nord.

## La battaglia
La mattina del 12 maggio, diversi ufficiali vennero inviati da Wellesley in ricognizione lungo la sponda meridionale del Douro, nel tentativo di individuare un passaggio sul fiume; fu uno di questi, il colonnello John Waters, che, aiutato da civili portoghesi, si impossessò di tre chiatte per il trasporto del vino con cui traghettare le truppe sulla sponda opposta. In breve tempo, una compagnia del 3º reggimento fanteria (The Buffs) attraversò il fiume a bordo delle chiatte, prendendo posizione in un convento in muratura sulla sponda settentrionale; la posizione venne poi rinforzata con ulteriori truppe, e prima che i francesi si rendessero conto della situazione un intero battaglione britannico si trovava oltre il Douro.
Soult venne completamente colto di sorpresa dall'attraversamento, e la sua reazione fu tardiva e scoordinata: il generale Foy, che per primo si era reso conto dell'azione britannica, radunò tre battaglioni del 17º Reggimento fanteria leggera e, verso le 11:30, li guidò contro il convento occupato dai fanti di Wellesley; l'attacco venne respinto con gravi perdite dal fuoco britannico, e lo stesso Foy rimase ferito. Altri tre battaglioni francesi vennero inviati nel corso del primo pomeriggio ad attaccare il convento, ma tutti vennero respinti dalle accresciute forze britanniche, la cui testa di ponte oltre il Douro era ormai assicurata.
Soult richiamò altre forze da Porto per contrastare i britannici, ma i cittadini portoghesi insorsero contro i francesi e, aiutati da quattro battaglioni britannici inviati in loro aiuto, scacciarono le forze del maresciallo dalla città; ormai sconfitto, a Soult non restò altro da fare che ritirarsi precipitosamente verso nord.

## Conseguenze
Le forze di Wellesley non riuscirono ad inseguire efficacemente i francesi, ma Soult, costretto ad abbandonare l'artiglieria ed i bagagli, dovette intraprendere una difficile ritirata lungo sentieri di montagna verso nord, perdendo diverse migliaia di uomini; al prezzo di 125 morti e feriti (tra cui il maggior generale Edward Paget, secondo in comando di Wellesley, che perse un braccio) la piccola armata anglo-portoghese era riuscita ad allontanare almeno momentaneamente la minaccia francese dal Portogallo, e Wellesley era ora libero di portare la guerra in Spagna. Ai primi di luglio del 1809, Wellesley condusse 20 000 britannici in appoggio alle armate spagnole operanti nell'ovest del paese, ed il 28 luglio ottenne un'importante vittoria nella battaglia di Talavera, successo che gli valse in premio il titolo di duca di Wellington.